# Matueca de Torío
Matueca de Torío es una localidad española, perteneciente al municipio de Garrafe de Torío, en la provincia de León y la comarca de Tierra de León, en la Comunidad Autónoma de Castilla y León.
Situado sobre el Arroyo Viceo, afluente del Río Torío.
Los terrenos de Matueca de Torío limitan con los de Naredo de Fenar, Robles de la Valcueva y Pardavé al norte, Pedrún de Torío y Sopeña de Curueño al noreste, Pardesivil y La Mata de Curueño al este, Santa Colomba de Curueño, Gallegos de Curueño, Barrillos de Curueño, Barrio de Nuestra Señora, Castro del Condado y Santa María del Monte del Condado al sureste, Manzaneda de Torío, Ruiforco de Torío, Garrafe de Torío y La Flecha de Torío al sur,  Fontanos de Torío, La Seca de Alba y Cabanillas al suroeste, Cascantes de Alba al oeste y La Robla, Brugos de Fenar, Rabanal de Fenar, Candanedo de Fenar, Solana de Fenar y Robledo de Fenar al noroeste.
Perteneció al Infantado de Torío y cuando esta institución declinó, con el reparto de cinco señoríos de 1483, Matueca se integró junto con Manzaneda y Valderilla en el señorío del cabildo catedralicio leonés. En 1690 aparece como un lugar de behetría del Conde de Luna, y así se mantuvo hasta la desaparición de los señoríos a comienzos del siglo XIX. También perteneció a la antigua Jurisdicción del Valle de Torío. La iglesia de San Tirso data del siglo XVIII.